# Onthophagus manguliensis
Onthophagus manguliensis là một loài bọ cánh cứng trong họ Bọ hung (Scarabaeidae).